# Fantasmagoria

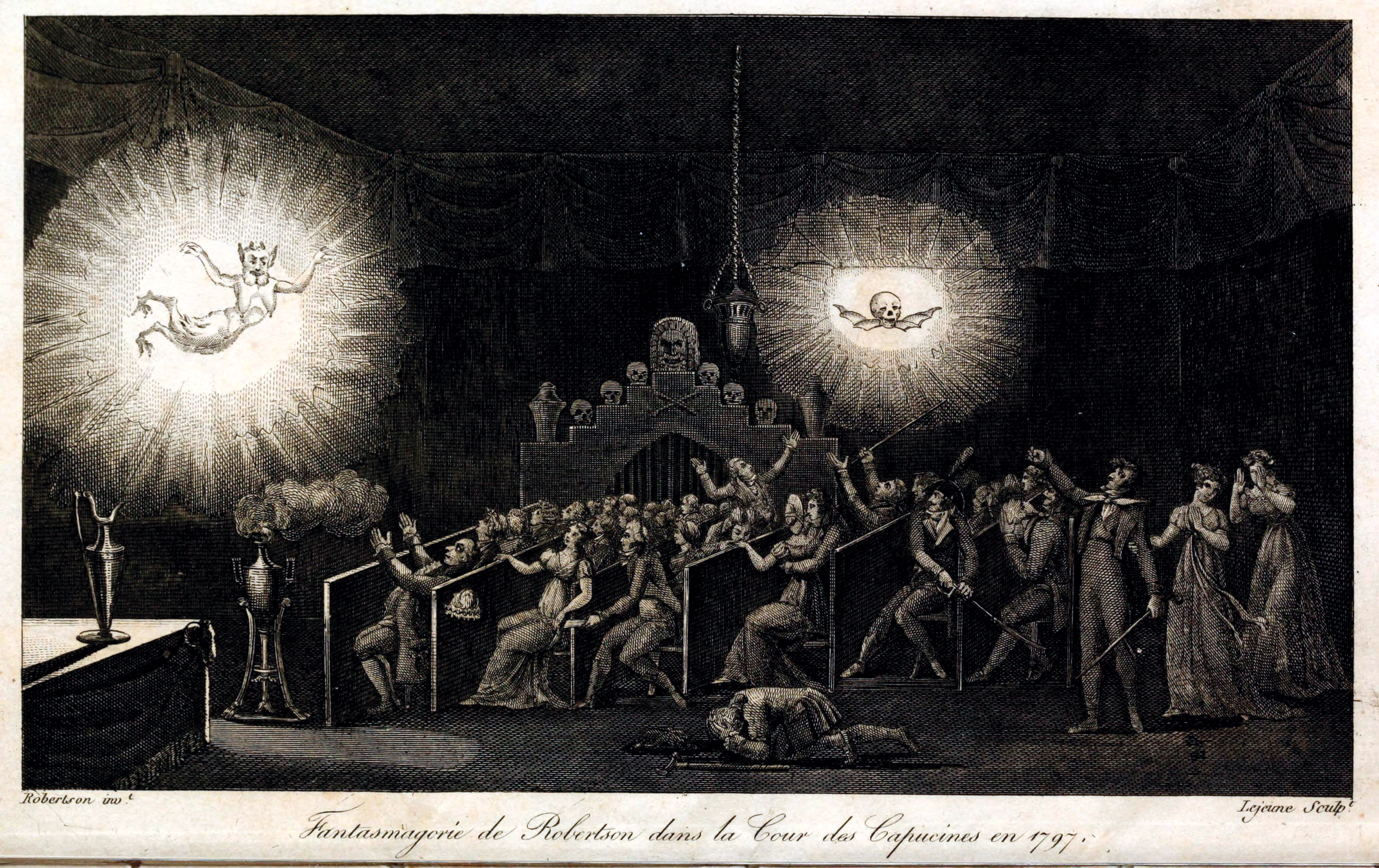
Mémoires récréatifs, scientifiques et anecdotiques du physicien-aéronaute E.G. Robertson (vol. 1 frontispiece

Fantasmagoria, era una forma de teatre de terror que (entre altres tècniques) feia servir una o més llanternes màgiques per a projectar imatges aterridores com esquelets, dimonis i fantasmes sobre parets, fum o pantalles semitransparents, generalment utilitzant una projecció posterior per mantenir la llanterna fora de la vista. Es van utilitzar projectors portàtils o mòbils, el que va permetre que la imatge projectada es mogués i canviés de mida a la pantalla, i els dispositius de projecció múltiples van permetre el canvi ràpid de diferents imatges (aquesta capacitat d'animar i ampliar o reduir una imatge per mitjà de manipulacions òptiques va marcar una evolució respecte al concepte de quadre). En molts espectacles, l'ús de decoració esgarrifosa, foscor total, presentació verbal (auto) suggestiva i efectes de so també van ser elements clau. Alguns programes van agregar tot tipus d'estimulació sensorial, inclosos olors i descàrregues elèctriques. Fins i tot el dejuni requerit, la fatiga (espectacles tardans) i les drogues s'han esmentat com a mètodes per garantir que els espectadors estiguin més convençuts del que van veure. Els espectacles van començar sota l'aparença de sessions d'espiritisme reals a Alemanya i França a finals del segle xviii, i van guanyar popularitat en la major part d'Europa (especialment a Anglaterra) al llarg del segle xix.
Els espectacles de la fantasmagoria es consideren un antecedent del cinema, és a dir, un precedent a la creació del cinematògraf dels germans Lumière o dels invents d'Edison, i en conseqüència un precursor del cinema de terror.

## Etimologia
Fantasmagoria significa «l'art de parlar en públic amb fantasmes». Prové del francès, «phantasmagorie», del grec antic «φάντασμα» (Phantasma, «fantasma") i possiblement «αγορά» (agorá, «assemblea, reunió") al costat del sufix -ia o «ἀγορεύω» (agoréuo, «parlar en públic").
Paul Philidor va anunciar el seu espectacle d'aparicions de fantasmes i evocació d'ombres de persones famoses com «Phantasmagorie» al diari parisenc «Affiches, annonces et avis diverses» del 16 de desembre de 1792. Al voltant de dues setmanes abans, el terme havia estat el títol d'una carta d'un cert «ALM», publicat Magazin Encyclopédique. La carta també va promoure l'espectacle de Phylidor. Aquest havia anunciat prèviament el seu espectacle com «Phantasmorasi» a Viena el març de 1790.
La variació anglesa «Phantasmagoria» es va introduir com el títol de l'exposició d'il·lusions òptiques i peces d'art mecàniques de M. De Philipsthal a Londres el 1801. Es creu que De Philipsthal i Phylidor van ser la mateixa persona.

## Història
La fantasmagoria va ser una peça molt popular d'entreteniment tant per als nens com per als adults. La seva popularitat es va disparar a tot Europa, a Alemanya en particular i no tant a França. Nascut d'una combinació dels jocs d'ombres, la llanterna màgica, ideada per Kircher un segle abans, i el desig d'enganyar o truc, la fantasmagoria es podia considerar l'avantpassat de la pel·lícula de terror. El seu propòsit bàsic era espantar l'audiència amb la mort i la representació de figures tètriques, és a dir, causar furor mitjançant tècniques que inclouen l'ús de fum, el joc d'ombres, l'ús de dos o més llanternes màgiques i l'ús de miralls.

### Anterior a 1750

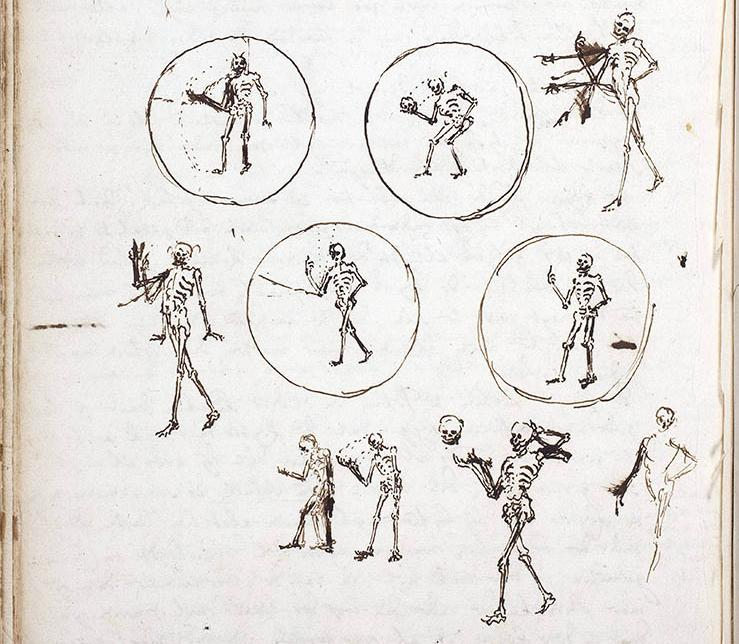
1659 huygens - figure1

Es creu que alguns albiraments antics de déus i esperits van ser conjurats per mitjà de miralls (còncaus), càmeres fosques o projeccions de llanterna màgica. Al segle xvi, les cerimònies nigromàntiques i el conjur d'aparicions fantasmals per «mags» i «bruixes» semblaven comuns. En el seu llibre de 1613 Opticorum Libri Sex, el matemàtic, físic i arquitecte jesuïta belga François d'Aguilon va descriure com alguns xarlatans enganyaven les persones amb els seus diners en afirmar que coneixien la nigromància i que aixecaven els espectres del dimoni de l'infern mostrant-los dins una habitació fosca. La imatge d'un assistent amb una màscara del diable es projectava a través d'una lent cap a l'habitació fosca, espantant als espectadors.

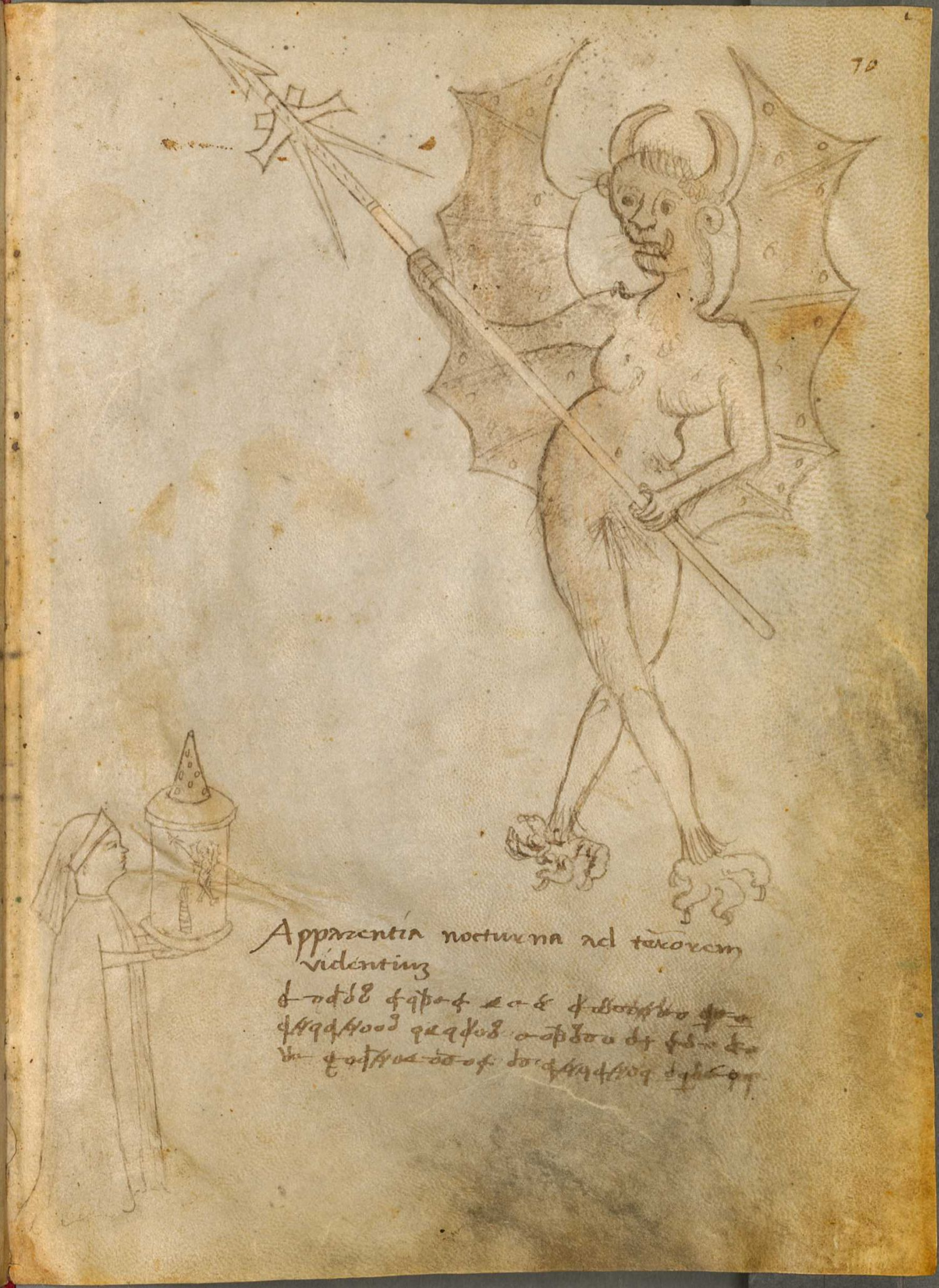
1420(circa) giovanni da fontana (probably) - apparentia nocturna ad terrorem videntiumR

Les primeres imatges que se sap que es van projectar amb llanternes van ser la Mort, l'infern i monstres:
El dibuix de 1420 de Giovanni Fontana mostrava una llanterna projectant un dimoni femení alat.
Atanasio Kircher va advertir en la seva edició de 1646 de «Ars Magna Lucis et Umbrae» que les persones impies podrien abusar del seu sistema estenográfico de projecció amb mirall, pintant una imatge del diable al mirall i projectant en un lloc fosc per obligar la gent a dur a terme accions perverses. El seu alumne, Gaspar Schott, més tard va convertir això en la idea que aquest sistema podria usar-se per evitar que la gent atea cometés molts pecats, si una imatge del diable fos pintada al mirall i llançada a un lloc fosc.
El 1659, l'inventor Christiaan Huygens va dibuixar diverses fases de la Mort traient-se el crani del coll i tornant-lo a posar, que eren esbossos destinats a una projecció amb el que probablement va ser la primera llanterna màgica.
Un dels contactes de Christiaan Huygens li va escriure el 1660: «El bon Kircher sempre fa trucs amb l'imam a la galeria del Collegium Romanum: si sabés sobre la invenció de la Llanterna segurament espantaria als cardenals amb espectres».
L'espectacle de llanterna de Thomas Rasmussen Walgensten el 1664, va portar a Pierre Petit a anomenar el dispositiu «Laterne de peur» (llanterna de por). El 1670, Walgensten va projectar una imatge de la Mort a la cort del rei Frederic III de Dinamarca.
El 1668, Robert Hooke va escriure sobre un tipus d'instal·lació de llanterna màgica: «Produeix efectes no només molt agradables, sinó que aquells que no coneixen la invenció de manera meravellosa, els no molt versats en òptica, que haurien de veure les diverses aparicions i desaparicions, els moviments, canvis i accions que poden ser representats d'aquesta manera, fàcilment creurien que són sobrenaturals i miraculosos».
En la segona edició de 1671 d'Ars Magna Lucis et Umbrae de Kircher, la llanterna màgica es va il·lustrar amb projeccions de la Mort i una persona al purgatori o foc de l'infern. Kircher va suggerir en el seu llibre que una audiència es sorprendria més per l'aparició sobtada d'imatges si la llanterna estigués amagada en una habitació separada, de manera que l'audiència ignoraria la causa de la seva aparició. Segons la llegenda, Kircher va usar en secret la llanterna a la nit per projectar la imatge de la Mort a les finestres dels apòstates per espantar de tornada a l'església, però això probablement es basa en el suggeriment de Gaspar Schott (veure a dalt).
El 1672, el metge i numismàtic francès Charles Patin va quedar molt impressionat amb l'espectacle de llanterna que «Monsieur Grundler» (Griendel) va realitzar per a ell a Nuremberg: «Fins i tot agita les ombres al seu gust, sense l'ajuda del inframón (…) la meva estima pel seu coneixement no va poder evitar la meva por, vaig creure que mai hi havia un mag més gran que ell al món. Vaig experimentar el paradís, vaig experimentar l'infern, vaig experimentar espectres. Tinc certa constància, però hauria donat voluntàriament una meitat per salvar l'altra». Després d'aquestes aparicions, Griendel va mostrar altres temes en aquesta actuació, incloent aus, un palau, un casament rural i escenes mítiques. La descripció elaborada de Patin d'un espectacle de llanterna sembla la més antiga en contenir més que imatges aterridores.
Mentre que les diapositives i les descripcions dels espectacles de llanterna de les dècades següents incloïen tota mena de temes, les imatges de terror seguien sent populars.

### Finals del Seglexviii
Les últimes dècades del segle xviii van veure el sorgiment de l'era del Romanticisme. Hi havia una obsessió amb allò estrany i sobrenatural. Aquest moviment tenia elements del que és estrany i irracional, i incloïa el sorgiment de la novel·la gòtica. L'interès popular a tals temes explica l'augment i, més específicament, l'èxit de la fantasmagoria.
La llanterna màgica era un bon mitjà per projectar fantasies, ja que les seves imatges no eren tan tangibles com en altres mitjans. Com es creia que els dimonis eren incorporis, la llanterna màgica podia produir representacions molt adequades.
Quan els mags van començar a usar la llanterna màgica en els espectacles, es van crear alguns efectes especials derivats de tradicions com les ombres xineses. El metge francès, inventor i fabricant d'aparells de màgia i instruments científics, Edmé-Gilles Guyot, va descriure diverses tècniques al seu llibre de 1770, «Nouvelles Recreations physiques et mathématiques», inclosa la projecció de fantasmes sobre el fum.
En la dècada de 1770, François Dominique Séraphin va desenvolupar les seves «Ombres Chinoises» pròpies (ombres xineses), reproduïdes amb una forma de joc d'ombres introduint algunes tècniques que després es farien servir en espectacles de fantasmagoria.

### Johann Georg Schröpfer
A principis de la dècada de 1770 a Leipzig, Alemanya, el propietari de la cafeteria, xerraire, nigromant i líder d'una lògia francmaçònica independent, Johann Georg Schrepfer (o Schröpfer), va realitzar sessions espiritistes i experiments nigromàntics per a la seva lògia maçònica. Per la típica activitat nigromántica, als seus seguidors se'ls va demanar dejunar durant 24 hores i se'ls va servir una amanida (possiblement drogada) i molt ponx abans del començament de les sessions de mitjanit en una habitació fosca amb un altar cobert de negre. Un Schrepfer amb túnica realitzava els rituals i exigia als seus seguidors que romanguessin asseguts en una taula o s'enfrontarien a terribles perills si no ho feien. Va fer ús d'una barreja de simbolisme maçònic, catòlic i cabalístic, incloent calaveres, un cercle de guix al pis, aigua beneïda, encens i crucifixos. Es deia que els esperits que aixecava eren clarament visibles, flotaven en l'aire, vaporosos i de vegades cridaven terriblement. El més destacat de la seva carrera va ser una sessió per a la cort al palau de Dresden a principis de l'estiu de 1774. Aquest esdeveniment va ser prou impressionant com per ser descrit més d'un segle després a Alemanya i Gran Bretanya. Les aparicions suposadament plantejades per Schrepfer a través dels anys inclouen a Frederic III, Elector de Saxònia, els decapitats «traïdors» danesos Johann Friedrich Struensee i Enevold Brandt amb els seus caps a les mans, i l'últim Gran Mestre dels Cavallers Templers, Jacques de Molay. Durant una sessió espiritista a Dresden, Schrepfer va ordenar a l'esperit de De Molay que portés una carta a un company a Frankfurt. De Molay va obeir i va tornar mitja hora més tard amb una resposta signada a Frankfurt pel company. Un altre esperit va aparèixer embolicat en flames demanant-li a Schrepfer que no el torturés així. A la matinada del 8 d'octubre de 1774, es va informar que Schrepfer s'havia suïcidat amb una pistola en un parc amb cinc amics presents. Segons la llegenda, va ser víctima d'il·lusions sobre les seves habilitats nigromàntiques i estava convençut que podria ressuscitar després. No obstant això, hi ha diversos indicis que en realitat va poder haver estat assassinat.
La majoria dels espectadors de les sessions de Schrepfer estaven convençuts que les aparicions que van veure eren reals. Mai s'ha trobat una evidència clara d'engany, però els crítics han descrit diverses sospites. Les tècniques utilitzades per Schrepfer per als seus elaborats efectes inclouen: actors que actuen com fantasmes, ventrilòquia, tubs ocults, sons d'harmònica de vidre, fum aromàtic, projeccions de cambra fosca i/o projeccions de llanterna màgica sobre el fum i projeccions de mirall còncau.
Schrepfer havia estat amic del farmacèutic i maçó Johann Heinrich Linck the Younger i regularment realitzava reunions a la casa del jardí de Linck. Aquest podria haver estat ajudant a Schrepfer amb drogues i productes químics i també sabia sobre el funcionament de dispositius òptics i acústics. Linck posseïa una llanterna màgica que estava decorada amb un crucifix i una calavera amb ales.
Poc després de la mort de Schrepfer hi va haver un auge de publicacions atacant o defensant la seva suposada capacitat de crear fantasmes, expandint la fama de Schrepfer a tot Europa. Diverses publicacions van incloure explicacions de tècniques que podria haver utilitzat per conjurar aparicions, el que va inspirar a diverses persones a recrear les sessions de Schrepfer. Christlieb Benedikt Funk, professor de Física a la Universitat de Leipzig va ser possiblement el primer a recrear públicament tals manifestacions d'aixecament de fantasmes, però les autoritats de la universitat li van ordenar aturar-se.

### Phycisist Phylidor
El mag «Phycisist Phylidor», també conegut com a «Paul Filidort» i probablement el mateix que Paul de Philipsthal, va crear el que va poder haver estat el primer espectacle de fantasmagoria veritable el 1790. Després d'una primera sessió fantasmal a Berlín el 1789 va tenir acusacions de frau i va ser expulsat de Prússia. Llavors, Phylidor va començar a comercialitzar els seus espectacles nigromàntics com un art que revelava com els xarlatans van enganyar a les seves audiències. El seu espectacle millorat, probablement fent ús de la làmpada Argand recentment inventada, va ser un èxit a Viena des de 1790 fins a 1792. Phylidor va promocionar aquests espectacles com «Schröpferischen, i Cagliostoischen Geister-Erscheinungen» (Schröpfer-esque i Cagiostro-esque aparicions fantasmals) i com «Phantasmorasi».
Des de desembre de 1792 fins a juliol de 1793, «Paul Filidort» va presentar la seva «Phantasmagorie» a París, probablement usant el terme per primera vegada. Se suposa que Etienne-Gaspard Robert va visitar un d'aquests espectacles.
El 1801, una producció de fantasmagoria de Paul de Philipsthal es va estrenar al Lyceum Theatre de Londres al carrer Strand, va ser un gran èxit.

### Étienne-Gaspard Robert (Robertson)
Étienne-Gaspard Robert, un inventor i físic belga de Lieja, era conegut per les seves produccions fantasmagòriques i és el més imitat. L'acrediten per encunyar la paraula fantascope, i referirien a totes les seves llanternes màgiques per aquest terme. El fantascopi no era una llanterna màgica que podia sostenir-se a mà, sinó que requeria que algú s'aturés al costat d'ella i mogués físicament tot el espectroscopi més a prop o més enllà de la pantalla. Sovint eliminava totes les fonts de llum durant els seus xous per deixar l'audiència en total foscor per diversos minuts. Robert també va tancar les portes del teatre perquè cap membre de l'audiència en pogués sortir quan l'espectacle havia començat. També era conegut per incloure múltiples efectes de so en el seu programa, com aplaudiments, campanes i fantasmes. Robertson passaria les seves diapositives de vidre a través d'una capa de fum mentre estaven al seu fantascopi, amb la finalitat de crear una imatge que semblava desenfocada. Juntament amb la fum, també feia moure la majoria dels seus portaobjectes de vidre a través del fantascopi molt ràpidament per crear la il·lusió que les imatges movien realment a la pantalla.
El 1793, Étienne-Gaspard Robert va assistir a un nou espectacle de llanterna màgica de Paul Philidor (llavors sota el nom de Paul de Philippsthal). Amb els seus coneixements d'òptica, Robertson es va adonar del potencial d'allò que es convertiria en la fantasmagoria. Els nous avenços tecnològics es van combinar amb les seves habilitats en la pintura i l'espectacularitat, això va ser el desenvolupament previ al cinema de terror.
La fantasmagoria es va iniciar a les experiències generals de física experimental: galvanisme, el magnetisme i demostracions amb electricitat. Als efectes visuals se'ls afegien efectes acústics creats per harmòniques o el gong en els moments més forts de l'espectacle, com per exemple, quan apareix el cap de Medusa, que dona la impressió de saltar sobre el públic. Els efectes de so són produïts per un instrument que imita la pluja, el vent, l'huracà i trons. Per l'atmosfera, l'olor d'encens es difonia amb l'espectacle.
La primera «Fantasmagoría» de Robertson va ser presentada el 1797 al Pavillon de l'Echiquier a París. L'atmosfera macabra a la ciutat postrevolucionària va ser perfecta per l'extravagància gòtica de Robert amb creacions elaborades i decoració Radcliffean.

Després de descobrir que podia posar la llanterna màgica sobre rodes per crear una imatge en moviment o una que augmentava i disminuïa de mida, Robertson va moure el seu espectacle. Va situar el seu entreteniment a la cuina abandonada del claustre d'un convent caputxí (que va decorar per semblar-se a una capella subterrània) prop de la plaça Vendôme. Va organitzar fantasmes, utilitzant diverses llanternes, efectes especials de so i l'estranya atmosfera de la tomba. Aquest espectacle va durar sis anys, principalment per l'atractiu del sobrenatural per als parisencs que estaven bregant amb les convulsions com a resultat de la Revolució Francesa. Robertson va utilitzar principalment imatges envoltades de negre per crear la il·lusió de fantasmes que suren lliurement. També utilitzaria múltiples projectors, establerts en diferents llocs, per a col·locar els fantasmes en entorns. Per exemple, un dels seus primers espectacles de fantasmagoria mostrava un cel ple de raigs amb fantasmes i esquelets que retrocedien i s'acostaven a l'audiència. Per augmentar l'horror, Robertson i els seus assistents a vegades creaven veus pels fantasmes. Sovint, el públic va oblidar que aquests eren trucs i estaven completament terroritzats:
"Només estic satisfet si els meus espectadors, tremolant i estremint, aixequen la mà o es cobreixen els ulls per por que els fantasmes i els dimonis corrin cap a ells».
- Étienne-Gaspard Robert
De fet, moltes persones estaven tan convençudes de la realitat dels seus espectacles que la policia va detenir temporalment el procés, creient que Robertson tenia el poder de ressuscitar Lluís XVI. Una vegada que el programa va tornar, Robertson va tornar a estar exposat a la llei, aquesta vegada en forma de demanda contra els seus antics assistents que havien començat els seus propis espectacles de fantasmagoria utilitzant les seves tècniques. Va ser aquesta demanda del 1799 en la qual se li va exigir a Robertson revelar els seus secrets al públic i els espectacles de llanterna màgica van aparèixer poc després a Europa i als Estats Units, encara que molts no van ser tan elaborats com els de Robertson.

### Espanya
Les fantasmagories van arribar a Espanya al març de 1807, quan es van dur a terme diverses representacions, com durant el setembre de 1809 i desembre de 1811. En els anys 1812 i 1813 no apareix cap anunci sobre aquest tipus d'espectacles, però, reapareixeran el gener de 1814. Les cròniques del Diari de Madrid, ens aporten informació sobre les dates en què es van realitzar fantasmagories i els llocs: Carrer Fuencarral; Carrer de Santa Isabel; Carrer de la Victòria … Els responsables d'aquestes fantasmagories també apareixen esmentats: Bernardino de Rueda, deixeble del famós Giuseppe Pineti; o Juan González Mantilla, professor de física experimental i mecànica. D'aquesta manera, quan Robertson va arribar al madrileny Teatre del Príncep el gener de 1821 amb els seus fantasmagories, es va trobar amb un públic que coneixia i valorava la naturalesa del seu espectacle.

### Estats Units
A principis del segle xix les fantasmagories efectuaren la seva arribada als Estats Units, concretament a Nova York, on també impactaren i causaren estralls, certificant el seu arrelament a terres estadounidenques. No obstant això, les fantasmagories es quedaren obsoletes a causa dels avenços científics i les noves tecnologies, però orígens del cinema directors com Edison o més tard Méliès emprarien certes tècniques llumíniques derivades de la fantasmagoria a les seves filmacions arcaiques, per no dir que serviren d'inspiració per les primeres pel·lícules de terror.

### Altres invencions
Thomas Young va proposar un sistema que podria mantenir enfocada la imatge projectada per una llanterna en un carret petit amb varetes que ajusten la posició de la lent quan el carret s'apropa més o més lluny de la pantalla.
John Evelyn Barlas era un poeta anglès que havia escrit per a diversos espectacles de fantasmagoria a finals de la dècada de 1880. Va usar el pseudònim Evelyn Douglas per la majoria de les obres escrites per fantasmagories. Va escriure diversos treballs diferents, la majoria d'ells enfocats en la idea de somnis i malsons. Algunes de les seves obres inclouen Dreamland, A Dream of China i Dream Music. El seu treball és conegut per incloure descripcions extravagants de configuracions amb múltiples colors. La major part del treball de Barlas també esmenta flames i foc. Les flames estan destinades a representar l'ardor de les emocions entrellaçades en els poemes de Barlas, i encaixen perfectament dins el regne de la fantasmagoria.

En la dècada de 1840, la fantasmagoria ja estava passada de moda, encara que l'ús de projeccions encara s'emprava, només en diferents àmbits:
»… tot i que la fantasmagoria era essencialment una forma d'entreteniment en viu, aquests programes també van usar projectors en formes que anticipaven els moviments de la càmera de cinema del segle XX: el «zoom»,"dissoldre», el «tracking-shot» i la «superposició».
- Mervyn Heard

## Funcionament
Els fantasmes i dimonis eren pintats sobre diapositives de vidre. Els espectadors, en canvi, es trobaven entre l'equip i la pantalla. En la fantasmagoria, era la pantalla la que s'interposava entre la màquina i el públic. D'aquesta manera, en situar-se el projector darrere d'una pantalla translúcida fora de la vista de l'audiència, s'afegia més misteri a l'espectacle. S'utilitzava un equip de llanterna especial muntada sobre rodes, que, movent-lo cap a la pantalla o allunyant-la d'ella, les imatges es deformaven en qüestió de segons, de manera similar a com es fa actualment mitjançant el zoom. Els espectadors observaven com la figura creixia ràpidament, donant la impressió que s'abalançava cap a ells, i just a continuació es convertia en petits nans. El mecanisme estava hàbilment dissenyat, amb dispositius que permetien que les lents mantinguessin les imatges en focus, i la intensitat de llum constant durant el moviment de la màquina. En generar fum i dirigir l'equip sobre aquesta densa boira, les imatges es projectaven sobre la fumera com si estiguessin surant en l'aire.
L'any 1847, a alguns científics se'ls va ocórrer la idea de publicar un llibre, on presentaven una col·lecció de 400 experiments científics que s'havien realitzat amb l'objectiu d'entretenir, i en ell explicaven com la gent podia fabricar la seva pròpia Llanterna Màgica i Fantasmagoria.

## Fantoscope
Robertson va llegir les obres de l'erudit del segle xvii Athanasius Kircher i estava particularment interessat en la llanterna màgica, un aparell antecessor del projector de diapositives. Va crear la seva pròpia versió del dispositiu amb diverses millores, la incorporació de lents ajustables i un sistema de carro mòbil que permetía a l'operador canviar la mida de la imatge projectada. També va fer possible projectar diverses imatges alhora utilitzant més d'un control lliscant de cristall pintat. La pantalla resultant tenía un efecte molt fantasmal sobretot quan hi havia una atmorfera plena de fum. A través d'aquest operador tenia la capacitat de manipular imatges projectades en espai invisible. El 1799, després de millorar encara més el sistema, va rebre una patent per la seva «llanterna màgica sobre rodes», anomenant-la Fantoscope.
En la seva versió completa, el Fantoscope és una gran caixa de projecció mòbil capaç de dur a terme simultàniament dues manipulacions. En primer lloc, els fosos creuats, també anomenats «Vistes de fusió» ("vues fondantes") i, en segon lloc, els travellings per la part davantera i posterior, fet pel darrere de la pantalla de projecció. La retroprojecció és una innovació important en comparació amb l'ús tradicional de la llanterna màgia. El sistema d'il·luminació dins de la caixa comprèn una o més làmpades ("quinquets") i miralls disposats darrere de les fonts de llum. La llanterna està equipada un tub òptic de forma quadrada que conté un conjunt de lents ajustables amb una cremallera. En el seu extrem, un «ull de gat», és a dir «dues fulles de diafragma, maniobrables per cordes» o amb una petita nansa i un botó. Aquest dispositiu afegeix el sistema de plaques dobles inserits en el suport de la pel·lícula, en la unió del cos i la lent. Una fixa, representa el cos de la figura projectada; entre si, superposada a la primera, és mòbil. Operat amb cordes, es pot animar els ulls, la llengua o els membres, com el braç d'un esquelet que sosté una daga. Muntat sobre rails o sobre rodes, el dispositiu ha d'estar completament ocult darrere de la tela projecció, «una cortina blanca ben tensa, que cal dissimular de la vista dels espectadors amb una cortina de tela negre».